# Llengua inicial
La llengua inicial és la llengua o llengües que una persona va parlar primer quan era menut. Habitualment aquesta llengua és l'apresa a la llar, i en la majoria dels casos, la que li van parlar els seus progenitors. Però cal no confondre la llengua inicial amb la llengua parlada amb els progenitors.
La llengua inicial també és coneguda com la llengua primera o L1. Aquest concepte s'oposa al de L2 o Segona llengua, que indica la o les llengües apreses posteriorment, en general a l'escola o el carrer. Altres denominacions per a llengua inicial, com ara llengua materna, habitualment es consideren inapropiades, per ser imprecises i sexistes.